# Adam Pavlásek
Adam Pavlásek (Bílovec, 8 oktober 1994) is een Tsjechische tennisser. Hij heeft nog geen ATP-toernooi gewonnen, maar hij deed wel al mee aan enkele Grand Slams. Hij heeft vier challengers in het enkelspel en één challenger in het dubbelspel op zijn naam staan.

## Palmares

### Enkelspel
| Nr.                  | Datum             | Toernooi     | Ondergrond | Tegenstander in finale  | Score               |
| -------------------- | ----------------- | ------------ | ---------- | ----------------------- | ------------------- |
| Gewonnen challengers |                   |              |            |                         |                     |
| 1.                   | 20 juni 2015      | Poprad Tatry | Gravel     | Hans Podlipnik Castillo | 6-2, 3-6, 6-3       |
| 2.                   | 11 juni 2016      | Praag        | Gravel     | Stephane Robert         | 6-4, 3-6, 6-3       |
| 3.                   | 18 september 2016 | Banja Luka   | Gravel     | Miljan Zekic            | 3-6, 6-1, 6-4       |
| 4.                   | 12 mei 2018       | Rome         | Gravel     | Laslo Djere             | 7-6(1), 6-7(9), 6-4 |

### Dubbelspel
| Nr.                  | Datum           | Toernooi  | Ondergrond    | Partner      | Tegenstanders in finale                 | Score               |         |
| -------------------- | --------------- | --------- | ------------- | ------------ | --------------------------------------- | ------------------- | ------- |
| Verloren ATP-finales |                 |           |               |              |                                         |                     |         |
| 1.                   | 22 oktober 2023 | Antwerpen | Hardcourt (i) | Ariel Behar  | Stéfanos Tsitsipás Pedros Tsitsipas     | 7-6(5), 4-6, [8-10] | details |
| Gewonnen challengers |                 |           |               |              |                                         |                     |         |
| 1.                   | 20 juli 2014    | Poznan    | Gravel        | Radu Albot   | Tomasz Bednarek Henri Kontinen          | 7-5, 2-6, [10-8]    |         |
| 2.                   | 20 januari 2019 | Koblenz   | Hardcourt (i) | Zdenek Kolar | Jürgen Melzer Filip Polášek             | 6-3, 6-4            |         |
| 3.                   | 17 april 2022   | Madrid    | Gravel        | Igor Zelenay | Francisco Cabral Manuel Guinard         | 6-3, 6-3            |         |
| 4.                   | 15 mei 2022     | Zagreb    | Gravel        | Igor Zelenay | Domagoj Biljesko Andrej Sjepeljov       | 4-6, 6-3, [10-2]    |         |
| 5.                   | 31 juli 2022    | Zug       | Gravel        | Zdenek Kolar | Karol Drzewiecki Patrik Niklas-Salminen | 6-3, 7-5            |         |

## Prestatietabellen
| Legenda | Legenda                          |
| ------- | -------------------------------- |
| g.t.    | geen toernooi gehouden           |
| l.c.    | lagere categorie                 |
| –       | niet deelgenomen                 |
| G       | uitgeschakeld in de groepsfase   |
| 1R      | uitgeschakeld in de eerste ronde |
| 2R      | uitgeschakeld in de tweede ronde |
| 3R      | uitgeschakeld in de derde ronde  |
| 4R      | uitgeschakeld in de vierde ronde |
| KF      | uitgeschakeld in de kwartfinale  |
| HF      | uitgeschakeld in de halve finale |
| F       | de finale verloren               |
| W       | het toernooi gewonnen            |
| w-v     | winst/verlies-balans             |

### Prestatietabel enkelspel
| Grandslamtoernooien  |    |      |      |
| Australian Open      | –  | 1R   | –    |
| Roland Garros        | 2R | –    | 2R   |
| Wimbledon            | –  | 2R   | –    |
| US Open              | –  | –    | –    |
| ATP Masters 1000     |    |      |      |
| Indian Wells         | –  | –    | –    |
| Miami                | –  | 1R   | –    |
| Monte Carlo          | –  | –    | –    |
| Rome                 | –  | –    | –    |
| Madrid               | –  | –    | –    |
| Montreal/Toronto     | –  | –    | –    |
| Cincinnati           | –  | –    | –    |
| Shanghai             | –  | –    | –    |
| Parijs               | –  | –    | –    |
| Olympische Spelen    |    |      |      |
| Olympische Spelen    | –  | g.t. | g.t. |
| Statistieken         |    |      |      |
| Totaal aantal titels | 0  | 0    | 0    |
| Eindejaarsranking    | 75 | 202  | 200  |

### Prestatietabel dubbelspel
| Grandslamtoernooien  |      |   |
| Australian Open      | –    |   |
| Roland Garros        | 2R   |   |
| Wimbledon            | KF   |   |
| US Open              | 2R   |   |
| Olympische Spelen    |      |   |
| Olympische Spelen    | g.t. | – |
| Statistieken         |      |   |
| Totaal aantal titels | 0    | 0 |
| Eindejaarsranking    | 56   |   |